# شلدان هارنیک
شلدان هارنیک (انگلیسی: Sheldon Harnick؛ ۳۰ آوریل ۱۹۲۴ – ۲۳ ژوئن ۲۰۲۳) موسیقی‌دان و ترانه‌سرای آمریکایی بود. وی از سال ۱۹۴۹ میلادی تا ۲۰۲۳ مشغول فعالیت بوده‌است.
وی همچنین برندهٔ جوایزی همچون جایزه پولیتزر برای نمایش‌نامه شد. هارنیک در ۲۳ ژوئن ۲۰۲۳ در ۹۹ سالگی در شهر نیویورک درگذشت.